# Maksym Pustozvonov
Maksym V"jačeslavovyč Pustozvonov (in ucraino Максим В'ячеславович Пустозвонов?; Bila Cerkva, 16 aprile 1987) è un ex cestista ucraino.

## Carriera
Dal giugno 2011 al 2013 ha militato nel Donetsk.

## Palmarès
- Campionato rumeno: 1

U. Cluj-Napoca: 2016-17
- Coppa di Romania: 1

U. Cluj-Napoca: 2017
- Coppa d'Ucraina: 1

Budivelnyk Kiev: 2021